# 格雷夫斯縣 (肯塔基州)
格雷夫斯县（英語：Graves County）是位於美國肯塔基州西南部的一個縣，南鄰田納西州。面積1,441平方公里。根據美國2000年人口普查，共有人口37,028人。縣治梅菲爾德（Mayfield）。
成立於1821年12月19日，縣政府成立於1824年。縣名紀念在賴辛河之役陣亡的本傑明·格雷夫斯（Benjamin Graves）。